# Padrão tradicional (gato)

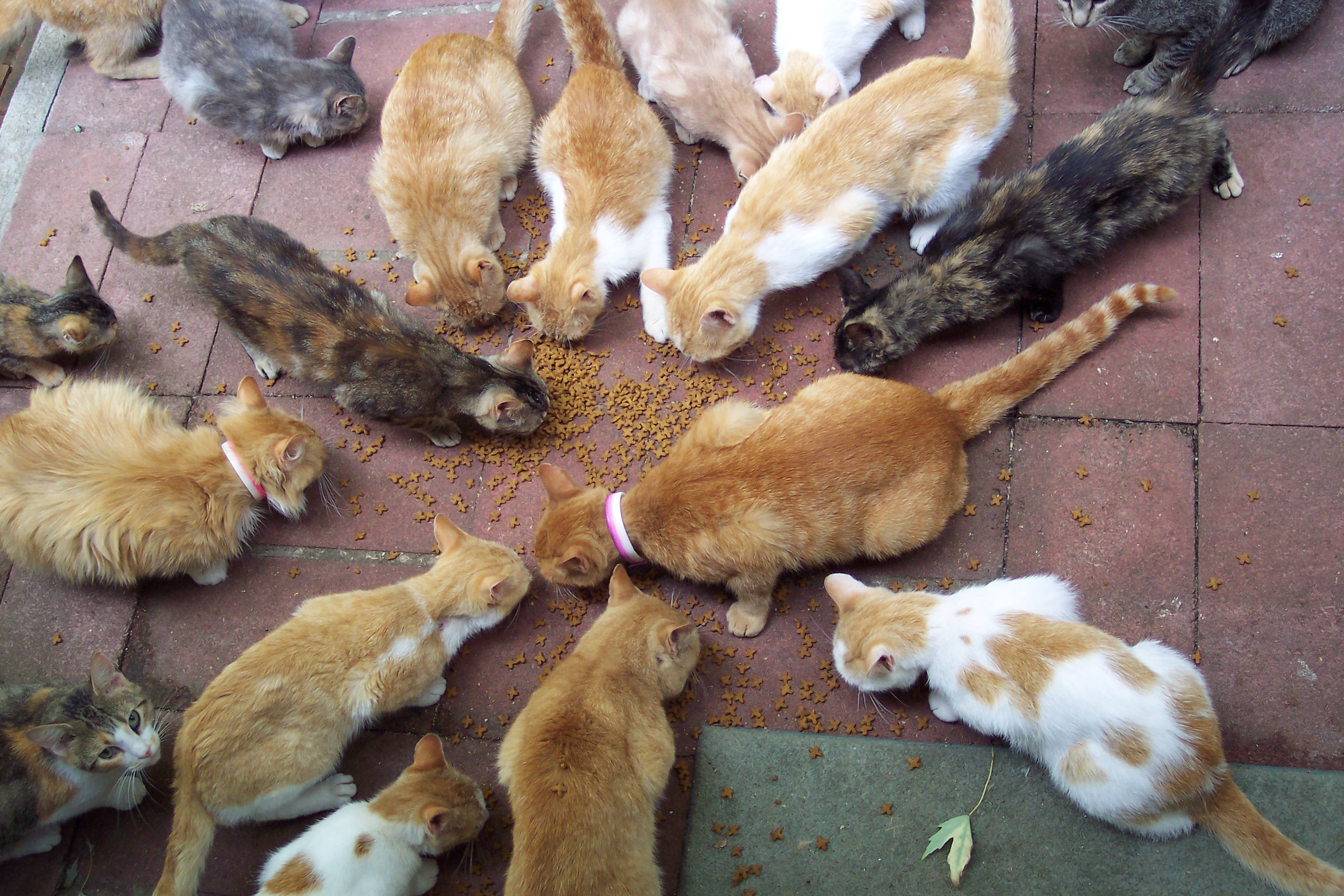
Gatos de várias cores, todos seguindo o padrão tradicional.

O padrão tradicional é um padrão de pelagem de gato. Este é o padrão mais difundido, que corresponde a uma pelagem cuja intensidade de cor é constante em todo o corpo, ao contrário dos padrões sépia e colorpoint.

## Genética

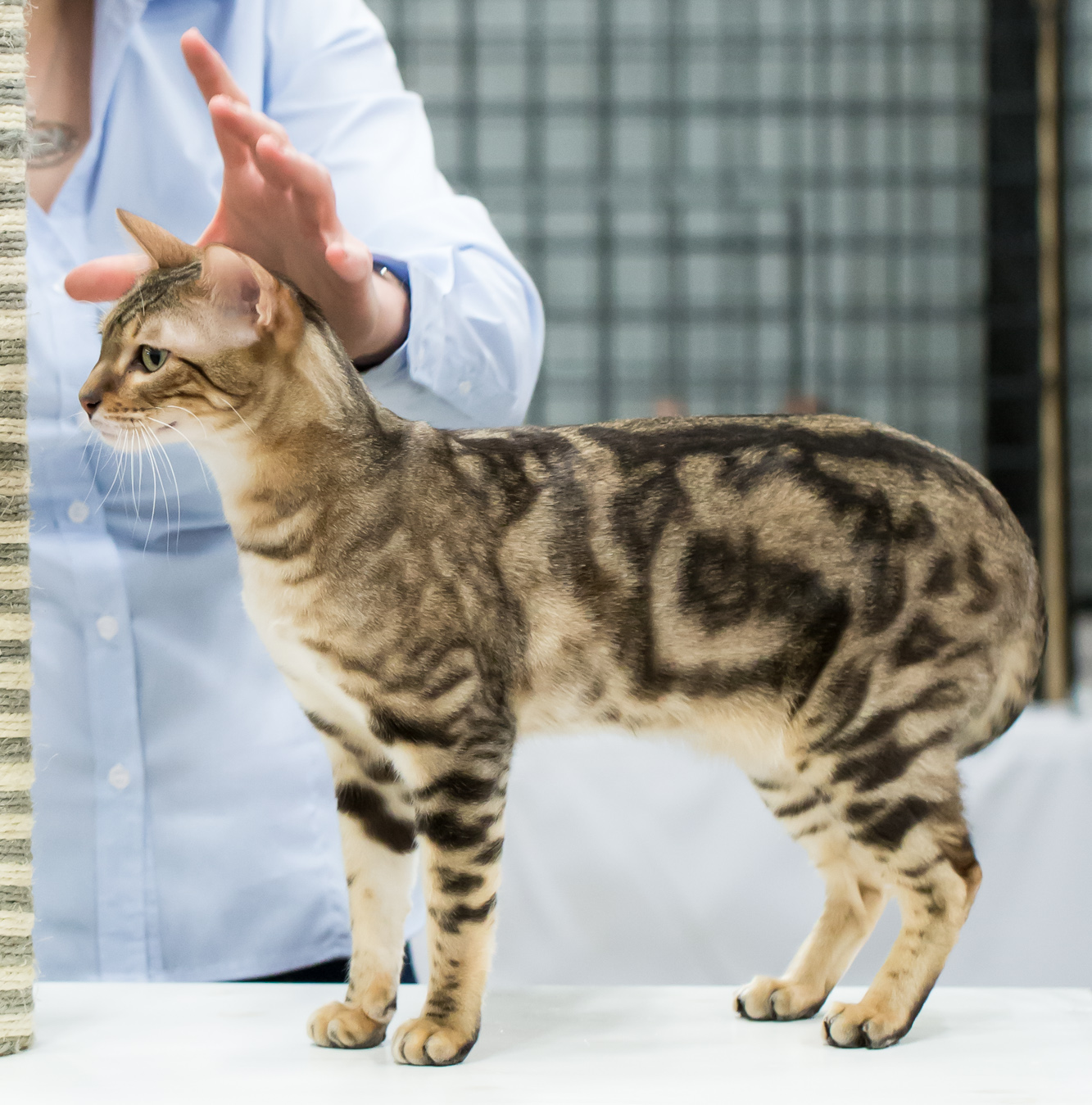
O padrão sépia deste bengala é muito difícil de distinguir do padrão tradicional.

A obtenção do padrão tradicional é codificada pelo gene C (C para « Cor ), localizado no locus TYR que codifica a tirosinase. Inclui cinco alelos diferentes:
- C +, que é o alelo dominante do tipo selvagem. Este alelo corresponde à síntese normal do pigmento, dando o padrão tradicional.
- c b, correspondendo ao padrão sépia típico do birmanês .
- c s, correspondendo ao padrão colourpoint, típico dos siameses . Os alelos c b e c s são codominantes e um gato que possui esses dois alelos tem um padrão intermediário, chamado « tonquinês » .
- c a, correspondendo a um vestido branco com olhos azuis claros.
- c, albinismo verdadeiro, ou seja, um gato branco de olhos vermelhos, provavelmente letal .